# Menarandra
Le Menarandra est un fleuve du versant ouest de Madagascar. Il traverse les régions Atsimo-Andrefana et Anosy et se jette dans l'Océan Indien.

## Affluents
- Ivovoky